# Ad Valk
Ad Valk (Dubbeldam, 23 juli 1955) is een Nederlands nieuwslezer. Hij is sinds 2 mei 1983 werkzaam bij de landelijke radio.
Alvorens Valk bij de omroep ging werken was hij in dienst bij de regionale krant De Stem, tegenwoordig BN/DeStem. Daarnaast presenteerde hij onder zijn pseudoniem Bart Valk programma's bij ziekenomroep Studio Audio en Stads RTV Breda, de lokale omroep van Breda. Ook was hij van 1983 tot 1985 werkzaam als nieuwslezer/redacteur bij het Belgisch/Nederlands grensstation Radio Continu.
Valk werd ontdekt door Ruud Hendriks van Veronica. De omroep gaf lokale omroepen eens in de zoveel tijd de kans een uurtje radio te maken in het mediaprogramma De Grote Verwarring. De lokale omroep van Breda, Stads RTV Breda, was een van de omroepen die op Hilversum 2 een uur radio mochten verzorgen. Valk deed de presentatie. Na de uitzending nodigde Hendriks hem uit voor een bezoek aan Veronica Nieuwsradio. Valk kreeg prompt een aantal berichten toegeschoven en werd meteen in het diepe gegooid. Behalve Veronica Nieuwsradio presenteerde hij ook het populaire Muziek voor Miljoenen en Strauss & Co (VOO) op Hilversum 4, nu Radio 4.
In november 1988 vertrok Ad Valk naar het ANP, later NOS Radionieuws, als nieuwslezer en redacteur.
Valk maakte in 1992 de overstap naar Sky Radio om de nieuwsdienst op te zetten. De bulletins werden naast op Sky Radio ook uitgezonden op Radio 538, Radio Veronica en Classic FM. Op 10 maart 2013 las hij om 23.00 uur zijn laatste bulletin op Sky Radio. Vanwege bezuinigingen door de Telegraaf Media Groep werd de eigen nieuwsdienst opgeheven. Valk coacht ook (beginnende) presentatoren en nieuwslezers.